# Goniothalamus undulatus
Goniothalamus undulatus este o specie de plante din genul Goniothalamus, familia Annonaceae, descrisă de Henry Nicholas Ridley. Conform Catalogue of Life specia Goniothalamus undulatus nu are subspecii cunoscute.